# 倉田実
倉田 実（くらた みのる、1950年5月9日 - ）は、日本の国文学者。大妻女子大学文学部教授を経て、同名誉教授。中古文学会常任委員。

## 略歴
栃木県生まれ。1973年東京学芸大学卒業。明治大学大学院文学研究科博士課程修了（1984年）、満期退学。2004年「狭衣物語の研究」で、大阪大学より博士（文学）の学位を取得。『王朝摂関期の養女たち』で2005年紫式部学術賞受賞。

## 著書

### 単著
- 『紫の上造型論』新典社研究叢書 1988
- 『「わが身をたどる表現」論 源氏物語の膠着語世界』武蔵野書院 1995
- 『狭衣の恋』翰林書房 1999
- 『王朝摂関期の養女たち』翰林書房 2004
- 『蜻蛉日記の養女迎え』新典社選書 2006 ISBN 9784787967701
- 『王朝の恋と別れ　言葉と物の情愛表現』森話社、2014
- 『庭園思想と平安文学 寝殿造から』花鳥社 2018

### 共著編
- 『国文学「解釈と鑑賞」別冊 源氏物語の鑑賞と基礎知識 no.17 空蝉』池浩三共編 至文堂 2001
- 木村正中『中古文学論集 第5巻 源氏物語・枕草子他』編 おうふう 2002
- 『王朝文学と建築・庭園』編 竹林舎 平安文学と隣接諸学　2007
- 『講座源氏物語研究 現代文化と源氏物語』伊井春樹監修 編 おうふう 2007
- 『王朝文学と交通』久保田孝夫共編 竹林舎 平安文学と隣接諸学　2009
- 『王朝人の婚姻と信仰』編 森話社 2010
- 『王朝文学文化歴史大事典』小町谷照彦共編著 笠間書院 2011
- 『王朝びとの生活誌 『源氏物語』の時代と心性』小嶋菜温子、服藤早苗共編 森話社・叢書・文化学の越境 2013
- 『平安大事典 ビジュアルワイド 図解でわかる「源氏物語」の世界』編 朝日新聞出版 2015
- 『伊勢集全注釈』 (日本古典評釈・全注釈叢書)、秋山虔・小町谷照彦共著 KADOKAWA 2016
- 『拾遺和歌集』岩波文庫 2021。小町谷照彦校訂、倉田実補訂